# Александър Фол (награда)
Наградата „Александър Фол“ за принос в изследването на тракийската култура и нейното популяризиране е учредена на 27 юли 2006 г. с Решение 486 на Общински съвет – Казанлък в памет на основателя на науката Тракология проф. Александър Фол. Наградата включва специална статуетка и парична сума в размер на 1000 лева. Отличието се връчва по време на Празниците в долината на тракийските царе.
На 28 ноември 2013 г. е приет статут на наградата с Решение 822 на Общински съвет – Казанлък. Съгласно този статут наградата се присъжда за принос в проучването и изследването на тракийската култура в Казанлъшката долина. Паричното изражение на наградата е намалено на 500 лева, статуетката на митичния тракийски певец Орфей остава.
На 28 юли 2016 г. статутът на наградата е променен с Решение 242 на Общински съвет – Казанлък.

## Лауреати
- 2006 – д-р Георги Китов[3]
- 2007 – ст.н.с. Мария Чичикова[4]
- 2008 – проф. Людмил Гетов[5]
- 2009 – проф. Николай Овчаров[6]
- 2010 –
- 2011 – проф. Иван Маразов[7]
- 2012 –
- 2013 – Диана Димитрова[8]
- 2014 – доц. Георги Нехризов[9]
- 2015 – доц. Камен Димитров[10]
- 2016 – доц. д-р Георги Мавров[11]
- 2017 – проф. Тотко Стоянов[12]
- 2018 – проф. Валерия Фол[13]
- 2019 – доц. д-р Христо Попов, директор на Националния археологически институт с музей при БАН[14]
- 2020 –
- 2021 – проф. Петър Делев от Софийския университет „Св. Климент Охридски“[15]
- 2022 – проф. Ваня Лозанова-Станчева, ръководител на Център по тракология при Института за балканистика към БАН[16]
- 2023 – проф. Стефан Александров, заместник-директор на Националния археологически институт с музей при БАН[17]
- 2024 – доц. д-р Даниела Стоянова от Софийския университет „Св. Климент Охридски“[18][19]